# X 重生
《X 重生》是德国游戏开发商Egosoft开发的一款太空模拟游戏，是X系列游戏的第六作。该游戏于2013年11月15日发布。是《X³：阿尔比恩序曲》后的续作。本作运行在Microsoft Windows、Mac OS X、Linux环境下，Egosoft的总监Bernd Lehahn表示《X 重生》不会在游戏机平台运行。

## 追加下载内容
Egosoft在2014年12月11日推出本作的第一个追加下载包《T族前哨站》（英語：The Teladi Outpost），并将游戏版本号升至3.0。该追加下载内容包含了一系列修复和对原版游戏的改进，且只支持64位操作系统。
Egosoft在2016年2月25日推出本作的第二个追加下载包《光之家园》（英語：Home of Light），并将游戏版本号升至4.0。

## 评价
本作遭遇了该系列以来最差的评价，GameRankings上的评分为29.80%，Metacritic上的评分为33/100。